# Peking Universitet
Peking Universitet (forkortet PKU, i folkemunde kendt som Beida) er et stort forskningsuniversitet i Beijing, Kina, og medlem af gruppen C9 League, der er eliteuniversiteter i landet. Det er det første moderne nationale universitet i Kina og blev grundlagt i slutningen af Qing-dynastiet i 1898 som det Kejserlige Peking Universitet og var efterfølgeren til Guozijian, eller Imperial College. Universitets engelske navn bruger den ældre transliteration af "Beijing", der stort set er udgået af brug i alle andre sammenhæng.
Igennem hele universitetets historie har det spillet en vigtig rolle "i centrum af store intellektuelle bevægelser" i Kina. Fra begyndelsen af 1920 blev univeristetet centrum for landets spirende progressive bevægelser. Ansatte på fakulteterne og studerende spillede vigtige rolle i både Ny kultur-bevæglesen, 4. maj-bevægelsen og flere andre vigtige kulturelle og sociopolitiske begivenheder i en sådan grad at universitetets historie er blevet tæt forbundet med det moderne Kina. Peking Universitet har uddannet og haft mange prominente kinesiske personligheder inklusive Mao Zedong, Lu Xun, Gu Hongming, Hu Shi, Mao Dun, Li Dazhao, Chen Duxiu og den nuværende premierminister Li Keqiang.
I 2018 blev Peking Universitet gentagne gange rangeret som en af de to bedste akademiske institutioner i Kina, sammen med det nærliggende Tsinghua Universitet. Det er blandt de mest selektive universiteter for bachelorstuderende i Kina og det har en af de eneste linjer for liberal kunst i Asien. Det er en Klasse A-institution under det nationale Dobbelt Førsteklasses Universitets-program.
Peking Universitets fakultetsansatte inkluderer 76 medlemmer af Det kinesiske videnskabsakademi, 19 medlemmer af det kinesiske ingeniørakademi og 25 medlemmer af World Academy of Sciences. Peking Universitets Bibliotek er et af de største biblioteker i verden med over 8 millioner udgivelser. Universitetets driver også PKU Hall, et professionelt scenekunst-center og Arthur M. Sackler Museum of Arts and Archaeology. Peking Universitets tilhørende Founder Corporation er det største tilknyttede selskab i Kina med værdier til en værdi af 239,3 mia renminbi i 2016. Peking Universitet er særlig kendt for deres campus-område og den traditionelle kinesiske arkitektur.

## Gallery
- Peking Universitet om vinteren. Campus ligger i den tidligere kejserlige have.
- College for Arkitektur og Landskab
- Boya Pagoda ved Weming-søen
- Humaniora-bygning
- Stenbro på campus
- Peking Universitets vestport
- Arthur M. Sackler Museum of Arts and Archaeology
- Peking Universitets Bibliotek
- Weiming-søen optager en stor del af den centrale park på campus
- Kontorbygning
- Life Science-bygninger
- Skole for internationale studier
- Peking Universitets undervisningsbygninger for naturvidenskab